# Arne Berge
Arne Berge, né le 29 juin 1908 à Stavanger et mort le 13 août 1988, est un prêtre norvégien. Durant la Seconde Guerre mondiale, il est aumônier de marine à Hambourg et officie également auprès des Scandinaves prisonniers en Allemagne. Son concours fut essentiel à l'opération Bus blancs de 1945 qui permit de rapatrier quelque 15 000 Scandinaves jusqu'alors aux mains du Troisième Reich.

## Famille et études
Arne naît à Stavanger, il est le fils d'Albertine Husebø et du stéréotypeur Alfred Berge. Il réussit son examen artium, en 1928, ce qui lui ouvre les portes de l'université, où il étudie la théologie. Il obtient, en 1934, son Candidatus theologiæ, équivalent norvégien d'un master en cette matière.

## Carrière
Après ses études, Arne Berge commence sa carrière ecclésiastique comme prêtre assistant à Modum jusqu'en 1937, puis comme prêtre à Oslo. En 1940, pendant la Seconde Guerre mondiale, il devient aumônier de marine à Hambourg, reprenant le poste de Finn Moestue Husebye (en), lorsque ce dernier doit quitter la ville en raison d'un conflit qui l'oppose à des immigrés norvégiens favorables aux Nazi. Avec l'aide de son assistant Conrad Vogt-Svendsen (en), Berge officie également auprès des Scandinaves prisonniers en Allemagne, faisant des milliers de visites à la demande des familles. Ils distribuent quantité de vêtements et de vivres aux prisonniers dans toute l'Allemagne. Berge et Vogt-Svendsen créent une vaste liste de prisons et de prisonniers, celle-ci va devenir cruciale pour l'opération Bus blancs au printemps 1945. Ils transmettent également des informations sur les projets Nazi de liquidation en masse des prisonniers de camps de concentration jusqu'à la fin de la guerre. L'église des marins à Hambourg reste intact jusqu'à Pâque 1945, lorsqu'elle est détruite par un raid aérien le jour du Vendredi saint, attaque pendant laquelle le sacristain, Oskar M. Olsen, trouve la mort.
Berge est décoré, chevalier de première classe de l'Ordre royal norvégien de Saint-Olaf en 1945, pour son œuvre auprès des prisonniers en Allemagne. Il reçoit également, du Danemark, la Médaille de la liberté du roi Christian X, l'insigne d'honneur de la Croix-Rouge norvégienne et celui de la Croix-Rouge suédoise. Il officie ensuite comme aumônier de la prison d'Ilebu (l'ancien camp de concentration de Grini), jusqu'en  1950, puis comme prêtre de la paroisse de Horten. Il meurt le 13 août 1988.

## Distinctions
- Chevalier de 1re classe de l'ordre de Saint-Olaf (1945)